# Sven Nykvist
Sven Vilhem Nykvist (ur. 3 grudnia 1922 w Mohedzie, zm. 20 września 2006 w Sztokholmie) – szwedzki operator filmowy, znany przede wszystkim ze stałej współpracy z reżyserem Ingmarem Bergmanem.

## Życiorys
Był dwukrotnym laureatem Oscara za najlepsze zdjęcia do filmów Bergmana: Szepty i krzyki (1972) oraz Fanny i Aleksander (1982).
Był też autorem zdjęć do takich filmów, jak m.in. Lokator (1976) Romana Polańskiego czy Ofiarowanie (1986) Andrieja Tarkowskiego. Za pracę przy tym ostatnim filmie otrzymał nagrodę za wkład artystyczny na 39. MFF w Cannes.
Zasiadał w jury konkursu głównego na 43. MFF w Cannes (1990). W 1993 otrzymał nagrodę za całokształt twórczości podczas festiwalu Camerimage w Toruniu.

## Nagrody
- Nagroda Akademii Filmowej
  - 1974: Najlepsze zdjęcia do filmu Szepty i krzyki
  - 1984: Najlepsze zdjęcia do filmu Fanny i Aleksander
- Nagroda BAFTA 1984: Najlepsze zdjęcia do filmu Fanny i Aleksander
- Cezar 1976: Najlepsze zdjęcia do filmu Czarny księżyc
- Nagroda na MFF w Cannes 1986: Nagroda za wkład artystyczny za film Ofiarowanie

## Wybrana filmografia
| Rok  | Tytuł                                       | Reżyser              |
| ---- | ------------------------------------------- | -------------------- |
| 1953 | Wieczór kuglarzy                            | Ingmar Bergman       |
| 1960 | Źródło                                      | Ingmar Bergman       |
| 1961 | Jak w zwierciadle                           | Ingmar Bergman       |
| 1963 | Goście Wieczerzy Pańskiej                   | Ingmar Bergman       |
| 1963 | Milczenie                                   | Ingmar Bergman       |
| 1966 | Persona                                     | Ingmar Bergman       |
| 1968 | Hańba                                       | Ingmar Bergman       |
| 1968 | Godzina wilka                               | Ingmar Bergman       |
| 1969 | Namiętności                                 | Ingmar Bergman       |
| 1971 | Dotyk                                       | Ingmar Bergman       |
| 1971 | Ostatnia ucieczka                           | Richard Fleischer    |
| 1973 | Szepty i krzyki                             | Ingmar Bergman       |
| 1973 | Sceny z życia małżeńskiego                  | Ingmar Bergman       |
| 1974 | Gołąb (The Dove)                            | Charles Jarrott      |
| 1975 | Czarny księżyc (Black Moon)                 | Louis Malle          |
| 1975 | Czarodziejski flet                          | Ingmar Bergman       |
| 1976 | Lokator                                     | Roman Polański       |
| 1976 | Twarzą w twarz                              | Ingmar Bergman       |
| 1977 | Jajo węża                                   | Ingmar Bergman       |
| 1978 | Jesienna sonata                             | Ingmar Bergman       |
| 1978 | Ślicznotka                                  | Louis Malle          |
| 1979 | Zacznijmy od nowa                           | Alan J. Pakula       |
| 1980 | Z życia marionetek                          | Ingmar Bergman       |
| 1981 | Listonosz zawsze dzwoni dwa razy            | Bob Rafelson         |
| 1982 | Fanny i Aleksander                          | Ingmar Bergman       |
| 1983 | Star 80                                     | Bob Fosse            |
| 1985 | Tajemnica klasztoru Marii Magdaleny         | Norman Jewison       |
| 1986 | Ofiarowanie                                 | Andriej Tarkowski    |
| 1988 | Nieznośna lekkość bytu                      | Philip Kaufman       |
| 1988 | Inna kobieta                                | Woody Allen          |
| 1989 | Nowojorskie opowieści                       | Woody Allen          |
| 1989 | Zbrodnie i wykroczenia                      | Woody Allen          |
| 1991 | Wół (The Ox)                                | Sven Nykvist         |
| 1992 | Chaplin                                     | Richard Attenborough |
| 1993 | Bezsenność w Seattle                        | Nora Ephron          |
| 1993 | Co gryzie Gilberta Grape’a                  | Lasse Hallström      |
| 1994 | Z honorami (With Honors)                    | Alek Keshishian      |
| 1995 | Miłosna rozgrywka (Something to Talk About) | Lasse Hallström      |
| 1998 | Celebrity                                   | Woody Allen          |